# U 454 (Kriegsmarine)
De U 454 was een type VIIC U-boot van de Duitse Kriegsmarine tijdens de Tweede Wereldoorlog. De commandant was kapitein-luitenant-ter-zee Burckhard Hackländer.

## Geschiedenis
26 februari 1942 - Twee dagen na het verlaten van Trondheim in Noorwegen, werd matrozengefreiter Jozef Kauer, overboord geslagen, vermoedelijk tijdens zwaar weer. 
1 augustus 1943 - De U 454 werd door een Short Sunderland-watervliegtuig opgespoord. De commandant besloot niet te duiken maar beval zijn boordschutters met het vliegtuig af te rekenen. Duiken zou fataal kunnen geweest zijn. De aanvallende Short Sunderland werd beschoten uit alle vuurmonden vanaf de Duitse U-boot. De Short Sunderland stortte brandend in zee. Voordien had hij toch nog de kans gehad de U 454 fataal te bombarderen. 

## Ondergang
Gezonken om 14:00 in de Golf van Biskaje, ten noordwesten van Kaap Ortegal in Spanje, in positie 45° 36′ 0″ NB, 10° 23′ 0″ WL door dieptebommen van een Australische Short Sunderland (RAAF Squadron 10/B). Hierbij vielen 32 slachtoffers. Commandant Burckhard Hackländer overleefde de strijd. Hij stierf op 20 januari 2001.